# Дивовижні пригоди Флепджека
«Дивовижні пригоди Флепджека» (також відомий як «Пригоди Флепджека» або просто «Флепджек») — американський анімаційний телесеріал, створений Туропом Ван Орманом для телеканалу Cartoon Network.  Його прем'єра відбулася в США 5 червня 2008 року. У ньому Ван Орман озвучує Флепджека, наївного хлопчика, якого виховав кит на ім’я Баббі, а наставником є старий пірат на ім’я Капітан К’Наклз. Разом ця трійця проводить свої дні в гавані Стормалонґ де відбувається більша частина шоу, потрапляючи в халепи в пошуках недосяжного Цукеркового острова.
Ван Орман, який запропонував ідею Cartoon Network ще у 2001 році, втілив у серіалі свої власні мрії про морські пригоди, набуті під час життя у Флориді в дитинстві. Після трьох сезонів і 46 епізодів серіал завершився 31 серпня 2010 року. За час свого існування Флепджек отримав дві номінації на премію Primetime Emmy, дві номінації на премію Annie та одну номінацію на премію Golden Reel.

## Короткий опис

### Сюжет
Серіал розгортається навколо трьох головних героїв: Флепджека, Капітана К'Наклза й Баббі. Флепджек — маленький хлопчик, якого виховав говіркий кит, на ім'я Баббі. Флепджек і Баббі живуть мирним життям, доки не рятують пірата на ім'я Капітан К'Наклз, який розповідає Флепджеку про місце під назвою Цукерковий острів — острів, що повністю складається з цукерок. Натхненні відважним піратом, Флепджек, Капітан К'Наклз і Баббі потрапляють у дивні халепи та "пригоди" у пошуках цукерок, Цукеркового острова та омріяного звання "Шукача пригод". Більшість часу вони проводять у гавані Стормалонґ — місці свого проживання та домівці для багатьох дивних персонажів.

## Персонажі

### Головні
- Флепджек (озвучений Туропом Ван Орманом) — хлопчик, якого виховав говіркий кит. Біологічних батьків Флепджека ніхто не бачив і не згадував. Флепджек наївний і не помічає небезпек [3], тож легко потрапляє в небезпечні ситуації.. Він дуже поважає К'Наклза, його прихильність до капітана іноді межує з одержимістю, хоча він може виявляти деяку злість на К'Наклза, коли той бреше йому. Під час фіналу останнього епізоду, син Туропа Лейф грає роль Флепджека. Оригінальним актором озвучення Флепджека мав бути Пол Рубенс, але Рубенс ніколи не з’являвся на сесіях запису, тож Флепджека озвучив Ван Орман сам.
- Капітан К'Наклз (озвучений Брайаном Дойлом-Мюрреєм) — старий ірландський морський капітан. Він стверджує, що він великий шукач пригод, часто розповідаючи Флепджеку вигадані або перебільшені історії про його минулий досвід. К'Наклз любить цукерки та кленовий сироп, часто цінуючи придбання цукерок більше, ніж свої стосунки. Через свою часто егоїстичну, грубу та відверто злодійську поведінку К'Наклз заслужив відкриту ворожість і неповагу майже всіх у Штормалонзі. Хоча він часто використовує Флепджека для власних потреб, він його обожнює й часто намагається врятувати його від неприємностей, коли їхні дії заходять занадто далеко. Руки, ноги й низ — дерев'яні протези. Під час фіналу останнього епізоду Туроп Ван Орман зображує К'Наклза в живому екшні.
- Баббі (озвучена Роз Райан) — антропоморфний кит. Вона прийомна мати Флепджека; вона знайшла його в морі на ліжку з водоростями, коли він був немовлям. К'Наклз і Флепджек живуть у неї в роті, і вона служить їм транспортним засобом і домом. Баббі не схвалює пригоди Флепджека, і вона вважає К'Наклза безвідповідальним, ледачим і погано прикладом для Флепджека. Проте, вона часто поступається, дозволяючи Флепджеку вирушати в пригоди всупереч її бажанню.

## Виробництво
У дитинстві творець шоу Ван Орман жив у Панама-Сіті, штат Флорида, і «весь час фантазував про те, що житиме біля причалу та весь час матиме пригоди». Коли йому було 13, його сім'я переїхала до Юти, але Ван Орман все ще мріяв про пригоди. Після школи він працював прибиральником, відкладаючи гроші на квиток на літак до Флориди. Там він спакував рис і картоплю та поплив на дошці для серфінгу до острова Шелл. Він планував харчуватися морськими їжаками і "навіть вполювати ската манта", але незабаром справи пішли гірше. Зрештою, він сильно обгорів на сонці і почав голодувати. Він повернувся на материк, але згодом спробував ще раз: "поїхав до Мексики, жив у джунглях і виявив, що [сам] їсть зі смітників". Орман ставився до своїх невдач спокійно, вважаючи всі ці несприятливі обставини "частиною пригоди".
Серед тих, хто вплинув на Ван Ормана, Ґері Ларсон, Джим Генсон, Стівен Гілленбурґ і навіть його старий бос Крейґ МакКракен. Ван Орман був добре відомий своєю роботою над іншими шоу Cartoon Network, такими як «Суперкрихітки», «Похмурі пригоди Біллі та Менді » та «Табір Лазло».
Першоджерельна розширена пісня-тема серіалу була використана лише один раз - у музичному спецвипуску під назвою "Всі руки на палубу". Співак Modest Mouse Айзек Брок, шанувальник серіалу, надав вокал для цієї версії у спеціальному випуску.
Ван Орман спробував представити свою концепцію Cartoon Network у 2001 році. Він створив короткометражний мультфільм, у якому використав багато улюблених з дитинства героїв, а візуальне натхнення черпав зі старих пригодницьких романів. Його перша спроба була відхилена, але він отримав багато відгуків і повторив пітчинг концепції у 2003 році.
Серіал співпрацював з компанією Screen Novelties над виробництвом стоп-моушенів та титрів шоу.
Спочатку на роль голосу Флепджека був обраний Пол Рубенс,але коли Рубенс не з'явився на жодній із записів, Ван Орман сам вирішив озвучити Флепджека.
Серіал завершився 31 серпня 2010 року, після 3 сезонів, 46 півгодинних епізодів і 91 епізоду-сегмента. Останній епізод під назвою "Риба поза водою" був присвячений тому, як Флепджек і К'Наклз перетворилися на риб через те, що з'їли забагато цукерок, а в кінці епізоду з'явився автор Туроп Ван Орман і його син Лейф Ван Орман, які зіграли живі версії Флепджека і К'Наклза після того, як вони вкотре з'їли забагато цукерок. Також з'явилася жива версія Баббі.

## В інших медіа

### Випуск DVD
DVD-диск "Дивовижні пригоди Флепджека: Том 1 Регіон 1" вийшов 15 вересня 2009 року й містить перші десять епізодів, а також чотири бонус-фільми.

### Відео ігри
Творець серіалу Туроп Ван Орман підтвердив, що навесні 2010 року для системи Nintendo DS буде створена відеогра з Флепджеком Коли шоу скасували, разом із ним скасували і гру. {{джерело?}} Флепджек і капітан К'Наклз з'явилися як ігрові персонажі в Cartoon Network: Punch Time Explosion; М'ятний Ларрі та Цукеркова дружина виступали допоміжними персонажами, а одна зі сцен розгортається в Роті Баббі. Восьмирукий Віллі з'являється у фільмі "Punch Time Explosion", а в "Перехресному нексусі" — у вигляді трансформації Бена 10.

## Оцінка
У своїй книзі «Енциклопедія американських анімаційних телевізійних шоу» Девід Перлмуттер назвав Флепджека: "уміло зробленим і кумедним серіалом, який так і не отримав належної уваги та поваги. Творець Ван Орман поєднав свою давню любов до моря з унікально розробленим усесвітом у стилі стімпанк, який нагадує про технології та моральну неоднозначність, притаманну засобам масової інформації 19-го століття, як це відображено в багатьох вигаданих наративах того часу".
Журналістка Мелісса К. з Game Rant похвалила шоу, зазначивши: "Дивовижні пригоди Флепджека були креативними, смішними та естетично приємними. Він мав би отримати принаймні ще кілька сезонів. Його спадщина живе завдяки шоу, які він надихнув. Якби нові епізоди були зняті сьогодні, можливо, з більшою кількістю елементів живої дії, він міг би позмагатися з будь-яким шоу, яке йому протистояло б".

### Вплив на індустрію
Кілька колишніх художників розкадровки та членів знімальної групи, які працювали над "Дивовижними пригодами Флепджека", створили власні шоу, увібравши в себе багато гумору та сюрреалізму вищезгаданого серіалу. Серед них Пендлтон Ворд (колишній сценарист і художник розкадровки, який згодом створив Час пригод), Дж. Г. Квінтел (колишній креативний директор і художник розкадровки, який створив Звичайне шоу), Алекс Гірш (колишній сценарист і художник розкадровки, який вирішив створити Таємниці Ґравіті Фолз) і Патрик МакГейл (колишній сценарист і художник розкадровки, який згодом створив серіал За садовим парканом). У цих шоу також були члени знімальної групи, які продовжували робити власні шоу, створюючи те, що багато хто називає "сім'єю мультфільмів Флепджека".

## Зовнішні посилання
- The Marvelous Misadventures of Flapjack на сайті Big Cartoon DataBase (англ.)
- The Marvelous Misadventures of Flapjack на сайті IMDb (англ.)